# Роккамонфина (коммуна)
Роккамонфина (итал. Roccamonfina) — коммуна в Италии, располагается в регионе Кампания, в провинции Казерта. Носит то же название, что и расположенный рядом потухший вулкан.
Население составляет 3808 человек (2008 г.), плотность населения составляет 127 чел./км². Занимает площадь 30 км². Почтовый индекс — 81035. Телефонный код — 0823.
Покровителем населённого пункта считается святой Sant’Antonio.

## Демография
Динамика населения:

## Администрация коммуны
- Телефон: 0823 677211
- Официальный сайт: http://roccamonfina.asmenet.it/